# Skrofler
Skrofler, skrofelsjuka eller skrofulos är en form av tuberkulos hos småbarn. Den ger förstorade lymfkörtlar på halsen och blåsformad senhinneinflammation i ögat, vilket bland annat ger kronisk snuva och hopknipna ögon. 
Barntuberkulosens tillbakagång, i kombination med förbättrad hygien, har medfört att denna sjukdom numera är mycket sällsynt i i-länder.